# لويس جينكو
لويس جينكو (بالإسبانية: Luis Gnecco)‏ هو ممثل تشيلي، ولد في 12 ديسمبر 1962 بسانتياغو في تشيلي.

## أعمال

### أفلام
- (2012) لا[5]
- (2017) امرأة رائعة

## وصلات خارجية
- لويس جينكو على موقع IMDb (الإنجليزية)
- لويس جينكو على موقع قاعدة بيانات الأفلام العربية
- لويس جينكو على موقع ألو سيني (الفرنسية)
- لويس جينكو على موقع أول موفي (الإنجليزية)
- لويس جينكو على موقع قاعدة بيانات الأفلام السويدية (السويدية)
- لويس جينكو على موقع قاعدة بيانات الفيلم (الإنجليزية)
- لويس جينكو على موقع كينوبويسك (الروسية)